# Квазиизотропия
Квазиизотропия (от лат. quasi как бы, наподобие; др.-греч. isos и др.-греч. tropos — направление) — явление, при котором свойства поликристаллов одинаковы во всех направлениях, хотя свойства каждого кристалла, который составляет данный поликристалл, зависят от направления. Причиной этого явления считается тот факт, что при случайной ориентации отдельных кристаллов в пространстве их относительное количество в произвольно выбранном направлении оказывается примерно одинаковым.
Квазиизотропия вызывается тем, что в реальном металле находится огромное множество кристаллов, ориентированных в пространстве и относительно друг друга произвольно. Произвольность ориентировки каждого кристалла приводит к тому, что в любом направлении количество различно ориентированных кристаллов примерно одинаково. Поэтому, хотя свойства каждого кристалла и зависят от направления, в общем объёме свойства поликристаллического тела от направления испытания не зависят.